# Nagrada Tito Strozzi
Nagrada Tito Strozzi je hrvatska kazališna nagrada.
Utemeljena je 1993., a nosi ime po hrvatskom glumcu, redatelju, piscu i prevoditelju Titu Strozziju.
Dodjeljuje ju se za najbolje pojedinačno ostvarenje u zagrebačkom HNK-u u protekloj sezoni.
Dodjelitelj je Kazališni odbor. Nagradu se dodjeljuje na dan Drame HNK, 24. studenog. 

## Dobitnici nagrade
- 1993.: Nikša Bareza, za dirigiranje operom Porin Vatroslava Lisinskog
- 1994.: Vanja Drach, za ulogu Ignjata Glembaya u Gospodi Glembajevima Miroslava Krleže
- 1995.: Valentin Enčev, za ulogu Zrinskog u operi Nikola Šubić Zrinski Ivana pl. Zajca
- 1996.: Georgij Paro, za režiju opere Wolfganga Amadeusa Mozarta Čarobna frula
- 1997.: Dinko Bogdanić, za koreografiju i režiju baleta Ludwiga Minkusa Don Quiote
- 1998.: Mladen Bašić, za dirigiranje operom Benjamina Brittena Nasilje nad Lukrecijom
- 1999.: Dragan Despot, za ulogu Biffa u drami Smrt trgovačkog putnika autora Arthura Millera
- 2000.: Ruža Pospiš-Baldani, za ulogu Marfe u operi Hovanščina Modesta Petroviča Musorskog
- 2001.: Milko Šparemblek, za scenarij, koreografiju i režiju predstave Johannes Faust Passion
- 2002.: Pero Kvrgić, za ulogu Oca u predstavi Večeras se improvizira Luigija Pirandella
- 2003.: Irena Pasarić, za ulogu Giselle u baletu Giselle Adolphea Adama
- 2004.: Thomas Schulte-Michels, za režiju i scenografiju opere Lady Macbeth Mcenskog okruga Dmitrija Šostakoviča
- 2005.: Neven Belamarić, za ulogu Kralja Markea u predstavi Tristan i Izolda Richarda Wagnera
- 2006.: Mustafa Nadarević, za ulogu ulogu Hasanage u predstavi Hasanaginica izvedenoj prema njegovom tekstu
- 2007.: Vitomir Marof, za ulogu Renata u operi Krabuljni ples Giuseppea Verdija
- 2008.: Alma Prica, za ulogu Christine u drami Elektri pristaje crnina Eugenea O' Neilla
- 2009.: Ivica Boban, za dramatizaciju, tekst, dramaturšku obradu i režiju drame 'I konje ubijaju, zar ne?'.
- 2010.: Krešimir Dolenčić, za režiju Moliereove komedije 'Građanin plemić'
- 2011.: Dubravka Šeparović Mušović, za ulogu Kundry u operi 'Parsifal'
- 2012.: Pavla Mikolavčić, za cjelokupno umjetničko dostignuće u sezoni 2011./2012
- 2013.: Livio Badurina, za uloge Čuvar zlatnog runa u 'Medeji' Euripida
- 2014.: Edina Pličanić, za ulogu Ane Karenjine u baletu  'Ana Karenjina'
- 2015.: Orkestar Opere HNK u Zagrebu,
- 2016.: Nina Violić, za najbolje pojedinačno umjetničko ostvarenje u protekloj godini
- 2017.: Goran Grgić, za 'glumački ubitačno živu' ulogu koja povezuje dijelove dramskog triptiha 'Ljudi od voska' i Balet HNK za predstavu 'Gospoda Glembajevi'
- 2018.: Tomislav Mužek, za ulogu Georga u Ukletom Holandezu
- 2019.: autorski projekt Bobe Jelčića 'Tri sestre'
- 2020.: Jadranka Đokić, za ulogu Nastasje Filipovne u predstavi 'Idiot' i Ivana Lazar, za naslovnu ulogu u operi 'Lucia di Lammermoor'

## Vanjske poveznice
- Večernji list[neaktivna poveznica] Alma Prica ovogodišnja dobitnica nagrade Tito Strozzi
- Vijenac  Arhivirana inačica izvorne stranice od 4. prosinca 2008. (Wayback Machine) Kulturna kronika